# Joachim Patinir
Joachim Patinir, o Patinier o Patiner (Dinat o Bouvignes, 1485 circa – Anversa, 1524), è stato un pittore fiammingo, attivo soprattutto ad Anversa.
Specializzato in paesaggi e soggetti storici, fu uno dei primi specialisti nella rappresentazioni di vedute, raccogliendo l'eredità della scuola danubiana.

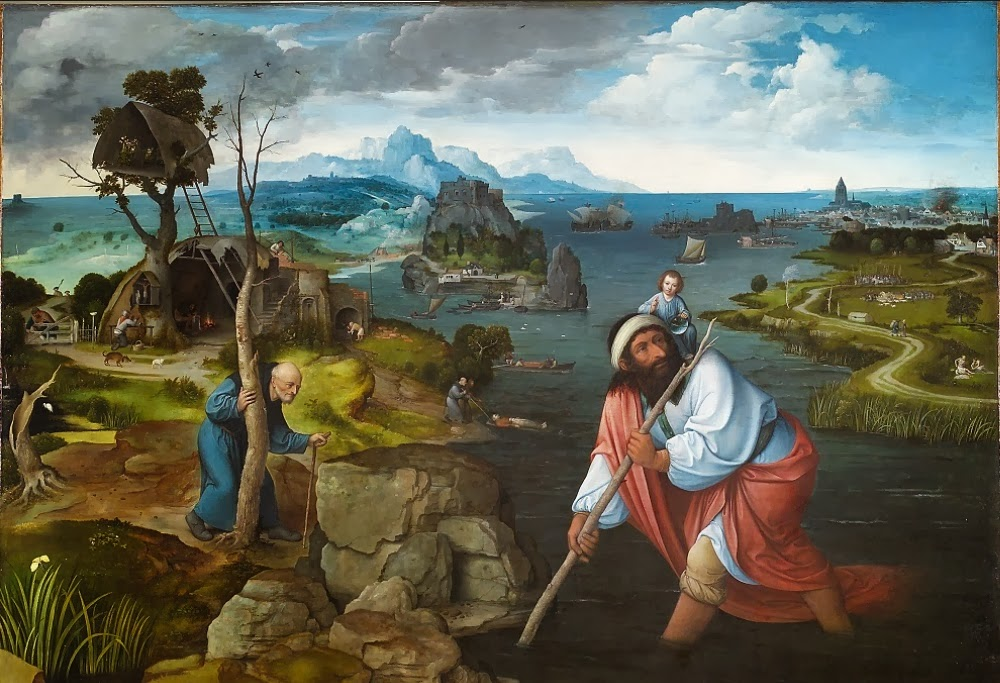
San Cristoforo trasporta il Bambin Gesù (1522), Monastero dell'Escorial

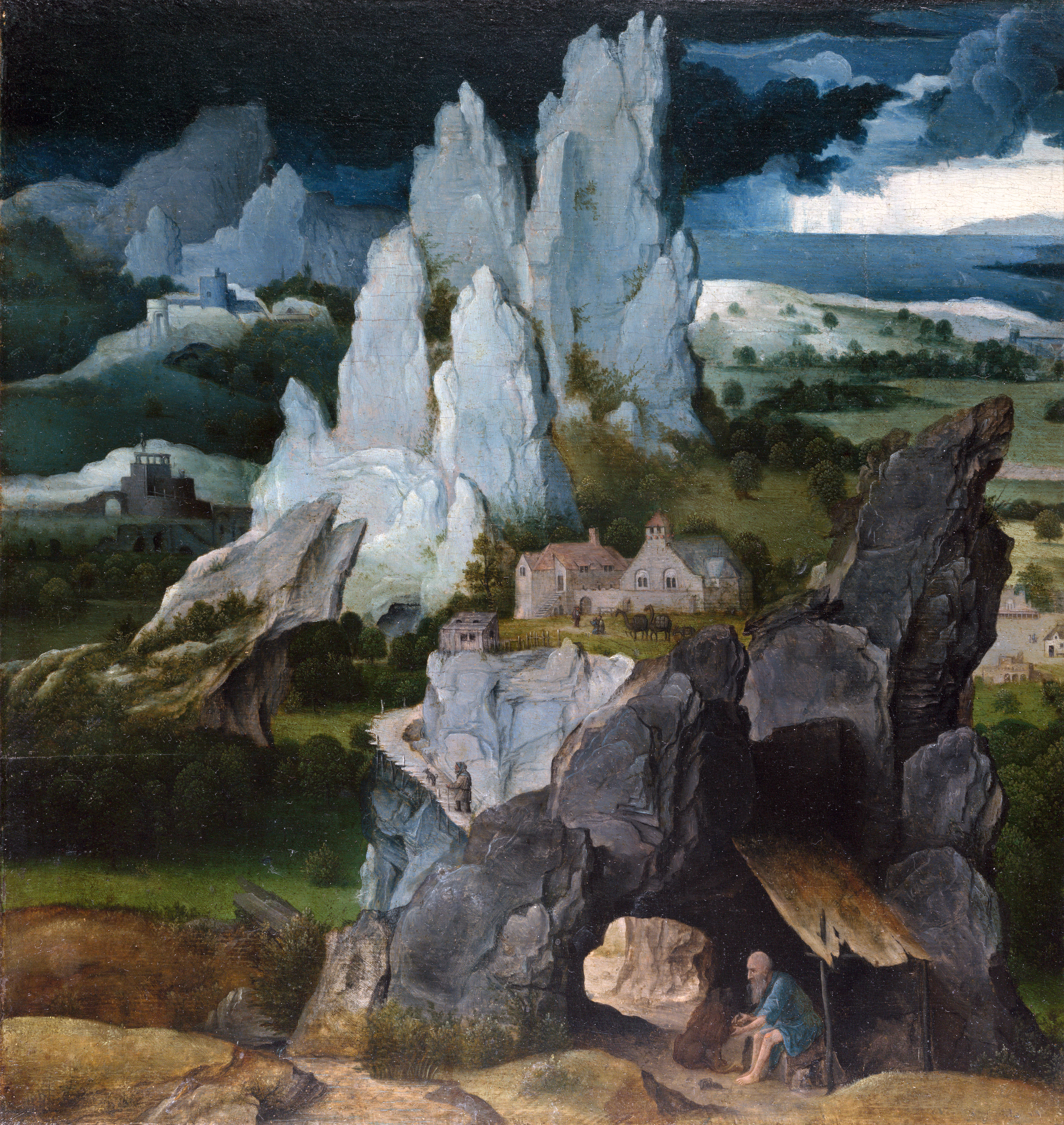
San Girolamo in un paesaggio roccioso, Londra

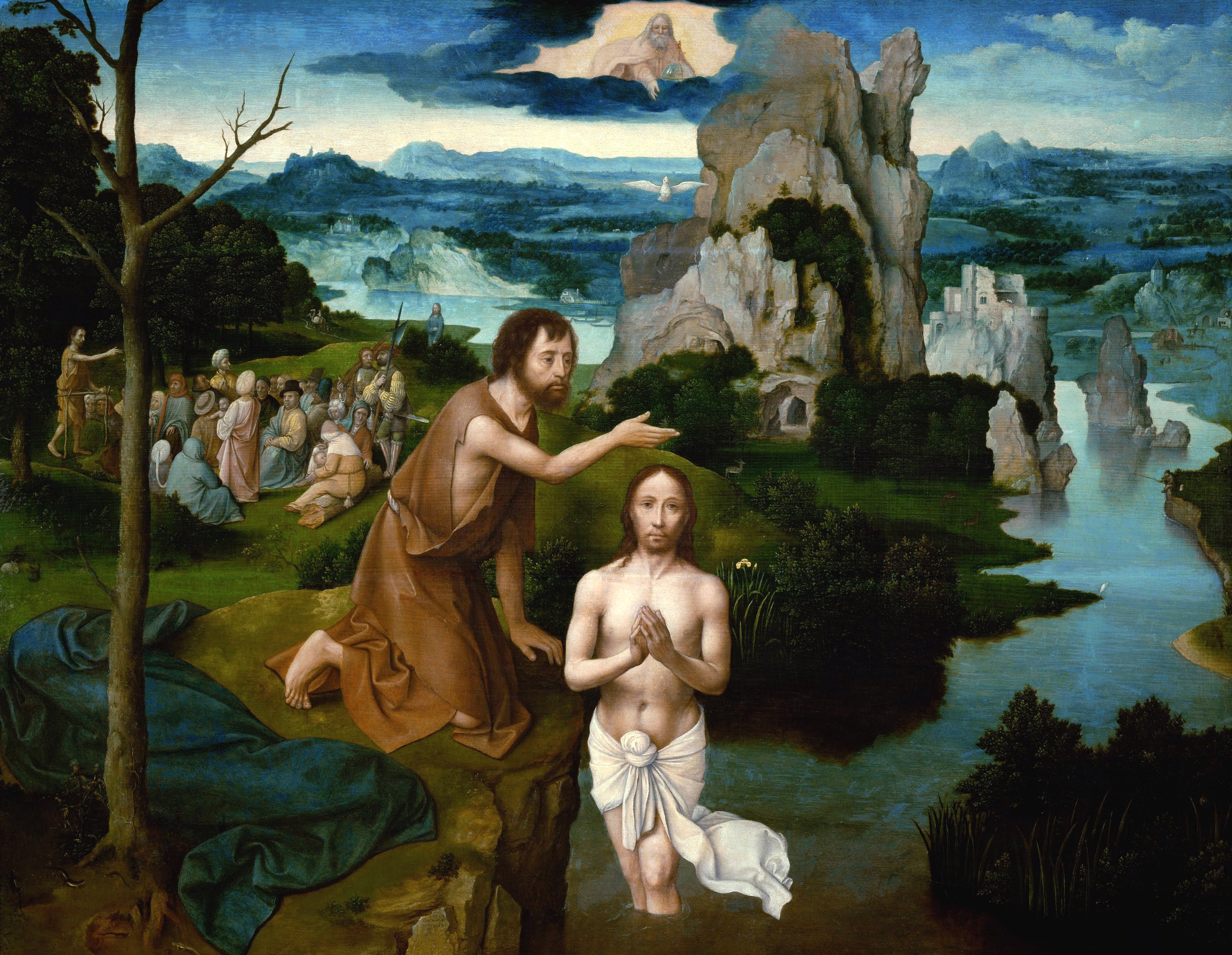
Battesimo di Cristo, Vienna

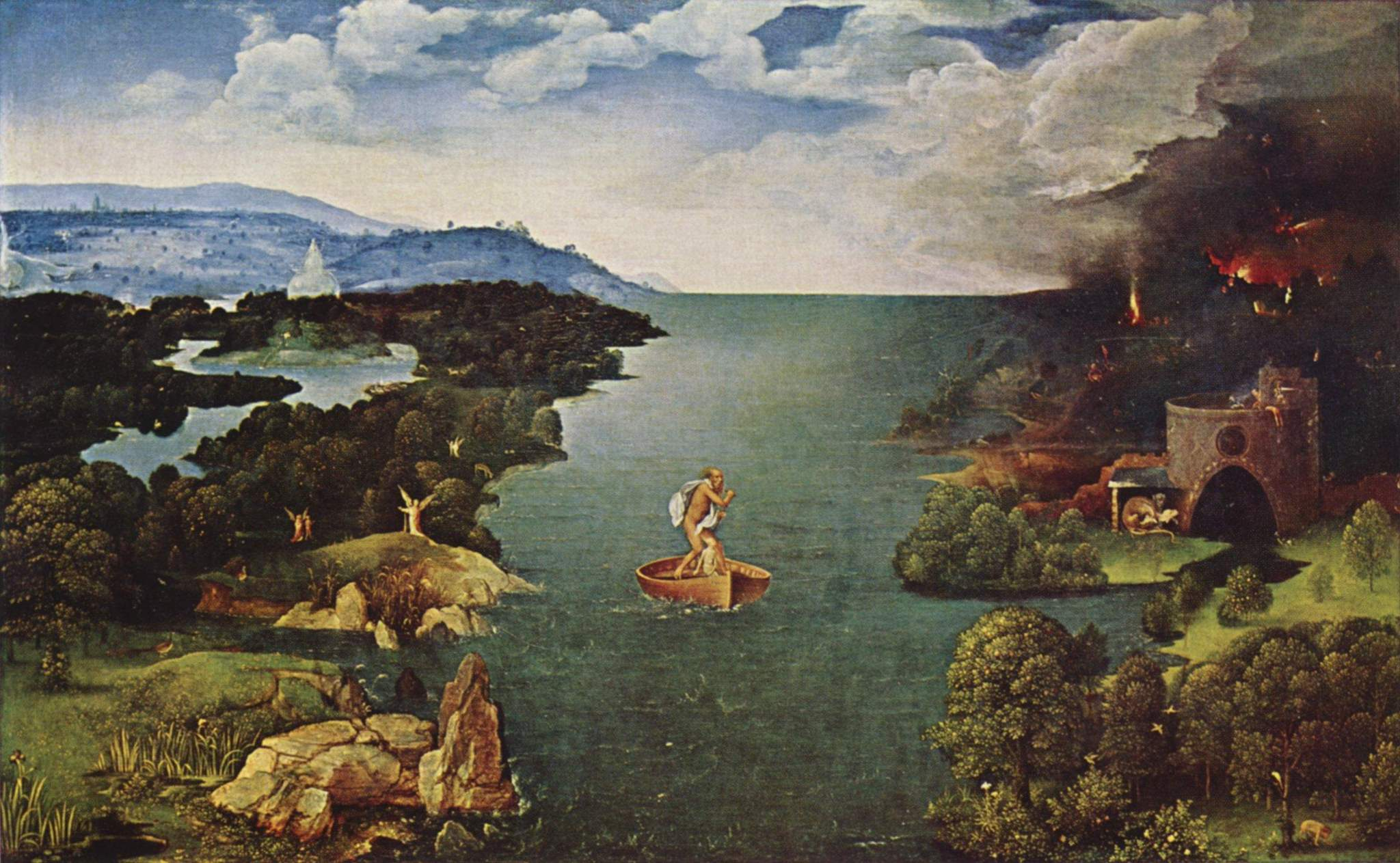
Passaggio agli Inferi, Madrid

## Biografia
Formatosi a Bruges presso Gerard David, si trasferì poi ad Anversa, dove nel 1515 si iscrisse alla locale gilda dei pittori. La mancanza quasi assoluta di documentazione sulla sua vita e la sua opera rende particolarmente ardua la ricostruzione della sua attività, una difficoltà aggravata dalla confusione che si è accumulata nei secoli riguardo alle numerose opere non autografe e alle mediocri derivazioni di seguaci e copisti. Solo cinque quadri sono firmati dall'artista: Fuga in Egitto, San Girolamo (Karlsruhe), Battesimo di Cristo, San Girolamo (Madrid), Tentazione di sant'Antonio.
Molti altri gli sono stati attribuiti grazie ad affinità stilistiche; a tal riguardo, basti pensare che solo il museo del Prado ne espone ventuno.
In gioventù guardò sicuramente le opere di Hieronymus Bosch, dal quale riprese il gusto visionario e la particolare capacità di evocare scenari fantastici pieni di dettagli realistici assemblati in maniera fantasiosa. La sua evoluzione artistica lo condusse alla produzione di opere paesaggistiche contenenti figure di grandi dimensioni, fino a una miniaturizzazione delle stesse, tale da renderle elementi di un microcosmo.
Gradualmente i paesaggi presero il sopravvento, rappresentati con toni di verde e di blu cobalto, con accesi contrasti tra parti di territorio serenamente abitate e parti selvagge, sconvolte da una natura bizzarra e densa di suggestioni.
Se la sua arte eccelleva, come si è detto, nel paesaggio, più limitato era nella pittura di figure, che considerava certamente un soggetto poco attraente, più che altro un pretesto per mettere in scena le sue ambiziose vedute naturali. Per questa ragione si legò ai principali maestri anversesi, tra cui in particolare Quentin Metsys, al quale chiese talvolta di dipingere le figure nelle sue opere.
Albrecht Dürer, di cui era intimo amico, fu anche testimone delle sue seconde nozze.
Fu zio di Herri met de Bles, col quale contribuì a iniziare la pittura di paesaggio.

## Opere

### Opere firmate
| N° | Img | Titolo              | Data      | Tecnica        | h    | l    | Collocazione                     | Note |
| -- | --- | ------------------- | --------- | -------------- | ---- | ---- | -------------------------------- | ---- |
| 01 |     | Battesimo di Cristo | 1510-1520 | olio su tavola | 59,7 | 76,3 | Kunsthistorisches Museum, Vienna |      |

### Opere concordemente attribuite
| N° | Img | Titolo                                   | Data      | Tecnica        | h    | l  | Collocazione                            | Note |
| -- | --- | ---------------------------------------- | --------- | -------------- | ---- | -- | --------------------------------------- | ---- |
| 01 |     | Martirio di Santa Caterina d'Alessandria | 1510-1515 | olio su tavola | 27   | 44 | Kunsthistorisches Museum, Vienna        |      |
| 02 |     | Passaggio agli Inferi                    | 1520-1524 | olio su tavola | 34   | 25 | Museo del Prado, Madrid                 |      |
| 03 |     | Distruzione di Sodoma e Gomorra          | 1520      | olio su tavola | 22,5 | 30 | Museo Boijmans Van Beuningen, Rotterdam |      |

### Opere in collaborazione con Quentin Massys
| N° | Img | Titolo                                  | Data | Tecnica        | h   | l   | Collocazione                                        | Note |
| -- | --- | --------------------------------------- | ---- | -------------- | --- | --- | --------------------------------------------------- | ---- |
| 01 |     | San Cristoforo trasporta il Bambin Gesù | 1522 | olio su tavola | 125 | 170 | Monastero dell'Escorial, San Lorenzo de El Escorial |      |

### Opere di dubbia attribuzione
| N° | Img | Titolo | Data | Tecnica | h | l | Collocazione | Note |
| -- | --- | ------ | ---- | ------- | - | - | ------------ | ---- |
| 01 |     |        |      |         |   |   |              |      |

- La battaglia di Pavia[7], 1515, 31x 41 cm, Vienna, Kunsthistorisches Museum
- Tentazione di sant'Antonio, 1515 circa, olio su tavola, 155x173 cm, Madrid, Museo del Prado
- Paesaggio con la fuga in Egitto, 1515-1516, olio su tavola, 32x58 cm, Madrid, Museo Thyssen-Bornemisza
- Paesaggio con san Girolamo, 1515-1519, olio su tavola, 74x91 cm, Madrid, Museo del Prado
- San Girolamo nel deserto, 1520 circa, olio su tavola, 78x137 cm, Parigi, Musée du Louvre
- San Girolamo in un paesaggio roccioso, 1520 circa, olio su tavola, 36,5x34 cm, Londra, National Gallery
- San Cristoforo trasporta il Bambin Gesù, 1520 circa, olio su tavola, 48x59,5 cm, Anversa, Rockox House
- Trittico, 1520 circa, olio su tavola, 118x81 cm (pannello centrale), 121x36 cm (laterali), New York, Metropolitan Museum of Art
- Paesaggio con la fuga in Egitto, 1524 circa, olio su tavola, 51x96 cm, San Pietroburgo, Ermitage
- Paesaggio con la fuga in Egitto, olio su tavola, 17x21 cm, Anversa, Koninklijk Museum voor Schone Kunsten
- Paesaggio col riposo durante la fuga in Egitto, olio su tavola, 68x83 cm, Zagabria, Strossmayer Gallery
- Paesaggio con la predica di san Giovanni Battista, tavola, 36,5x45 cm, Bruxelles, Musées Royaux des Beaux-Arts
- Riposo durante la fuga in Egitto, tavola, 121x177 cm, Madrid, Museo del Prado
- Paesaggio roccioso con san Girolamo, olio su tavola, 47,2x37,3 cm, Anversa, Museum Mayer van den Bergh